# Gabriel Falcão
Gabriel Morel Falcão (Rio de Janeiro, 26 de novembro de 1990) é um ator e diplomata brasileiro. Em 2014 se formou em teatro pelo Royal Academy of Dramatic Art (RADA), de Londres, onde se especializou na obra de William Shakespeare. 

## Carreira
Estreou no teatro em 2007, onde realizou diversos musicais, como O Despertar da Primavera, Hair e Quase Normal. Em 2012 gravou os curta-metragens Gaydar e Debaixo do Céu. Estreou na TV como JP, na série da Band Julie e os Fantasmas. Em 2013 passou nos testes para a vigésima primeira temporada de Malhação, da Rede Globo, onde interpretou o protagonista Ben. Em 2019 integra a minissérie Se Eu Fechar os Olhos Agora, na Rede Globo, interpretando Edson Bastos, e a segunda temporada do seriado do Disney Channel Brasil, Juacas, como o surfista Enzo.

## Filmografia

### Televisão
| Ano     | Título                      | Personagem                                      | Notas                          |
| ------- | --------------------------- | ----------------------------------------------- | ------------------------------ |
| 2011    | Julie e os Fantasmas        | João Paulo Guimarães (JP)                       |                                |
| 2013–14 | Malhação Casa Cheia         | Benjamin Rocha Brainstein (Ben)                 | Temporada 21                   |
| 2016    | Questão de Família          | Valter Corrêa                                   | Episódio: "Impulso"            |
| 2018    | Se Eu Fechar os Olhos Agora | Edson Bastos                                    |                                |
| 2019    | Juacas                      | Enzo                                            | Temporada 2                    |
| 2021    | Nos Tempos do Imperador     | Pierre Philippe Jean Marie, Príncipe de Orléans | Episódios: "24–29 de setembro" |

### Cinema
| Ano  | Título         | Personagem | Notas          |
| ---- | -------------- | ---------- | -------------- |
| 2012 | Gaydar         | Léo        | Curta-metragem |
| 2013 | Debaixo do Céu | Lucas      | Curta-metragem |

## Teatro
| Ano     | Título                      | Personagem        |
| ------- | --------------------------- | ----------------- |
| 2007    | Sonho de uma Noite de Verão | Demétrio          |
| 2008    | Roda Viva                   | Mané              |
| 2009–10 | O Despertar da Primavera    | Reinolds          |
| 2010–11 | Hair                        | Vit               |
| 2012–13 | Quase Normal                | Rafael            |
| 2015    | Como a Gente Gosta          | Orlando           |
| 2016    | Meu Coração Não É Meu Mais  | Ryan              |
| 2017    | Os Miseráveis               | Enjolras / Marius |
| 2019    | Meu Destino É Ser Star      | Gabriel           |